# Ninoslav Marina
Ninoslav Marina(sinh ngày 25 tháng 9 năm 1974 tại Skope, Cộng hòa Macedonia), là hiệu trưởng trường đại học Khoa học và Công nghệ thông tin ở Ohrid, Macedonia.

## Tiểu sử
Sau khi hoàn tất chương trình cử nhân tại khoa Kỹ sư điện tử thuộc trường Đại học UKIM Skopje, Ninoslav Marina đã đạt được bằng Tiến sĩ tại trường Đại học École Polytechnique Fédérale de Lausanne (EPFL) vào năm 2004.
Trong quá trình hợp tác với Nokia Research Centre ở Helsinki, ông đã làm luận văn về Lý thuyết thông tin với ứng dụng trong công nghệ giao tiếp không dây.
2005-2007, Ninoslav Marina là Giám đốc của công ty R&D tại Sowoon Technologies.
2007-2008, ông là học giả tại trường Đại học Hawaii ở Manoa.
2008-2009, ông làm việc như một nhà nghiên cứu sau tiến sĩ tại Đại học Oslo.
2010-2012, Ninoslav Marina đã làm nghiên cứu sau tiến sĩ tại trường Đại học Princeton. Hiện ông vẫn giữ vị trí nghiên cứu sinh tại Princeton.

## Thành tựu khoa học
Giáo sư Marina hiện đang là giáo sư thỉnh giảng của hơn 20 trường đại học, bao gồm Mỹ, Nhật Bản, liên hiệp Anh, Isreal, Nga, Brazil, Hong Kong, Na Uy, Phần Lan, Bồ Đào Nha và Cộng hòa Czech. Ông có thành tích xuất sắc và kinh nghiệm trong việc huy động vốn thông qua tài chính công khác nhau cả trong giới học thuật và ngành công nghiệp, bao gồm các chương trình như Swiss CTI, Swiss NSF, Ủy ban châu Âu và Cơ quan Vũ trụ châu Âu.
Tiến sĩ Marina là chuyên gia đánh giá và phê bình trong khuôn khổ chương trình Ủy ban châu Âu lần thứ 6 và 7; là một thành viên cao cấp của Viện Điện và Điện tử (IEEE), và là một trong những người đồng sáng lập của chương trình "Macedonian Chapter of the IEEE Information Theory Society".